# SPANISH HARLEM NIGHT
『SPANISH HARLEM NIGHT』（スパニッシュ・ハーレム・ナイト）は、佐藤宣彦の2枚目のアルバム。

## 内容
テイチクエンタテインメントのロック専門レーベル、BAIDISからのリリース第一弾。編曲・キーボードに笹路正徳を迎えた。

## 批評
CDジャーナルは「本的に英語の詞でサビのとこだけ日本語も、というパターンの曲で、いわゆる“ロックは男の美学だ”の世界を展開」と評した。

## 収録曲
1. Sleepless Night
作詞：Joker Jack・さとうみかこ　作曲：佐藤宣彦　編曲：佐藤宣彦・月光恵亮・笹路正徳
2. キャッシーラムの背中
作詞：さとうみかこ　作曲：佐藤宣彦　編曲：佐藤宣彦・月光恵亮・笹路正徳
3. PHONE BOOTH（原曲：THE ROBERT CRAY BAND）[2]
作詞・作曲：D.Walker・R.Cray・R.Cousins・M.Vannice　編曲：月光恵亮・笹路正徳
4. Last Gooddess
作詞：Joker Jack・さとうみかこ　作曲：佐藤宣彦　編曲：佐藤宣彦・月光恵亮・笹路正徳
5. Welcome Rain
作詞：Joker Jack・さとうみかこ　作曲：佐藤宣彦　編曲：佐藤宣彦・月光恵亮・笹路正徳
6. Rock'n Roll Man
作詞：月光恵亮　作曲：佐藤宣彦　編曲：佐藤宣彦・月光恵亮・笹路正徳
7. 那落の底まで
作詞：さとうみかこ　作曲：佐藤宣彦　編曲：佐藤宣彦・月光恵亮・笹路正徳
8. Three Years Ago
作詞：Joker Jack・さとうみかこ　作曲：佐藤宣彦　編曲：佐藤宣彦・月光恵亮・笹路正徳
9. SPANISH HARLEM NIGHT
作詞：Joker Jack・さとうみかこ　作曲：佐藤宣彦　編曲：佐藤宣彦・月光恵亮・笹路正徳
10. 純色のScenary
作詞：Joker Jack・さとうみかこ　作曲：佐藤宣彦　編曲：佐藤宣彦・月光恵亮・笹路正徳

## レコーディング参加
- 佐藤宣彦 - ボーカル、ギター
  - 土方隆行 - ギター
  - 坂井紀雄 - ベース
  - 関雅夫 - ベース
  - そうる透 - ドラム
  - 田中一光 - ドラム
  - 藤井章司 - ドラム
  - 笹路正徳 - キーボード